# Jani Zengo
Jani Ndoni Zengo (Papajani) (ur. 17 stycznia 1832 w Dardhë, zm. 1912 tamże) – albański ikonograf, fotograf i duchowny.

## Życiorys
W 1869 roku rozpoczął pracę nad utworzeniem alfabetu albańskiego. Pracował również jako nauczyciel w Hoçishcie i Dardhë, a następnie wyjechał do Grecji, gdzie pracował początkowo jako księgowy w Larisie, a następnie na terenie Tesalii, gdzie pracował jako snycerz i fotograf; pierwsza udokumentowana fotografia Janiego Zengo pochodzi z 1874 roku.
W 1882 roku wrócił na terytorium Albanii należące wówczas do Imperium Osmańskiego, gdzie przyjął święcenia kapłańskie w Kościele Prawosławnym; odprawiał msze w języku albańskim oraz tłumaczył ewangelie.

## Życie prywatne
Był ojcem Vangjela (1875-1941) oraz Sotirii.